# (6148) Ignazgünther
(6148) Ignazgünther es un asteroide perteneciente al cinturón de asteroides, región del sistema solar que se encuentra entre las órbitas de Marte y Júpiter, más concretamente a la familia de Focea, descubierto el 16 de octubre de 1977 por Cornelis Johannes van Houten en conjunto a su esposa también astrónoma Ingrid van Houten-Groeneveld y el astrónomo Tom Gehrels desde el Observatorio del Monte Palomar, Estados Unidos.

## Designación y nombre
Designado provisionalmente como 5119 T-3. Fue nombrado Ignazgünther en homenaje al escultor alemán Ignaz Günther (también escrito Ginter and Ginther). En 1743 se convirtió en alumno de Johann Baptist Straub y en 1754 abrió su propio taller. Es considerado como uno de los escultores rococó más importantes. Sus obras se pueden ver en muchas iglesias y también en el Bürgersaal en Múnich.

## Características orbitales
Ignazgünther está situado a una distancia media del Sol de 2,276 ua, pudiendo alejarse hasta 2,811 ua y acercarse hasta 1,742 ua. Su excentricidad es 0,234 y la inclinación orbital 22,67 grados. Emplea 1254,68 días en completar una órbita alrededor del Sol.

## Características físicas
La magnitud absoluta de Ignazgünther es 13,7. Tiene 4,745 km de diámetro y su albedo se estima en 0,285. 